# Gampsodema
Gampsodema is een geslacht van wantsen uit de familie van de Miridae (Blindwantsen). Het geslacht werd voor het eerst wetenschappelijk beschreven door Odhiambo in 1960.

## Soorten
Het genus bevat de volgende soorten:

- Gampsodema graciipes Linnavuori, 1996
- Gampsodema spissata Odhiambo, 1959